# French touch (jeu vidéo)
Pour les articles homonymes, voir French touch.
 (novembre 2023).
Si vous disposez d'ouvrages ou d'articles de référence ou si vous connaissez des sites web de qualité traitant du thème abordé ici, merci de compléter l'article en donnant les références utiles à sa vérifiabilité et en les liant à la section « Notes et références ».

Dans le cadre du jeu vidéo, l'appellation French touch (litt. « la patte française ») désigne au départ l'idée selon laquelle les développeurs français de jeux vidéo sont marginaux dans le marché mondial. Cette marginalité est à la fois positive, car associée à des jeux graphiquement originaux, et négative, car assimilée à un gameplay, ou « scénario »,  trop simple, voire pauvre.
Les créateurs indépendants Éric Chahi, Paul Cuisset et Frédérick Raynal, ainsi que les sociétés Delphine Software, Cryo Interactive et Kalisto Entertainment sont généralement considérés comme les fleurons de cette French touch.
Ubisoft en ferait aussi partie avec d'autres studios comme Quantic Dream, Dontnod Entertainment…
La chute de l'ancienne entreprise française Infogrames (Atari SA) est représentative de la perte d'engouement et du peu de recherche après la bonne réception critique et le succès de jeux culte comme Alone in the Dark.
Cependant, Ubisoft reste l'un des plus grands développeurs/producteurs de jeux vidéo au monde, avec des titres très appréciés comme Assassin's Creed ou la série des Rayman.
Fin 1990 - début 2000, la french touch est majoritairement représentée par des jeux de plateforme 2D puis 3D tels que Heart of darkness, Beyond Good & Evil, Rayman, Rayman Revolution (Rayman 2), Rayman 3 Hoodlum Havoc, Kya Dark Lineage ou encore Evil Twin : Cyprien's Chronicles.
La french touch est difficile à définir concrètement, cependant au cours de cette période, ces créations semblent indiquer une convergence vers les jeux de plateforme avec des caractéristiques proches : intrigue se déroulant dans un environnement fantastique et/ou imaginaire, environnements très colorés, design assez doux (dans le style de la bande dessinée franco-belge). L'architecture des niveaux est souvent complexe et jamais uniforme (bâtiments qui ne ressemblent à rien de réél, décors grotesques, structures alambiquées, approximatives, une pointe d'inspiration steampunk...). Les jeux sont souvent de style monde semi-ouvert, faits de larges niveaux interconnectés, à mi chemin entre le cloisonnement d'un crash bandicoot (jeu en couloir) ou la liberté totale d'un GTA-like. Ces jeux profitent souvent d'un style musical assez doux, féérique globalement mélodieux, qui renforce la douceur du design.
Au cours de la décennie 2010, la french touch connait un regain de reconnaissance avec des jeux développés en France tels que ceux de la saga Dishonored ou les jeux d'aventure de la société Quantic Dream : Heavy Rain, Beyond: Two Souls et Detroit: Become Human.